# Boletina kijca
Boletina kijca är en tvåvingeart som beskrevs av Maximova 2001. Boletina kijca ingår i släktet Boletina och familjen svampmyggor. Inga underarter finns listade i Catalogue of Life.